# Hinsdale (Massachusetts)
Hinsdale és una població dels Estats Units a l'estat de Massachusetts. Segons el cens del 2000 tenia 1.872 habitants.

## Demografia
Segons el cens del 2000, Hinsdale tenia 1.872 habitants, 739 habitatges, i 509 famílies. La densitat de població era de 34,7 habitants/km².
Dels 739 habitatges en un 31,5% hi vivien nens de menys de 18 anys, en un 54,1% hi vivien parelles casades, en un 9,2% dones solteres, i en un 31% no eren unitats familiars. En el 25,7% dels habitatges hi vivien persones soles el 7,3% de les quals corresponia a persones de 65 anys o més que vivien soles. El nombre mitjà de persones vivint en cada habitatge era de 2,53 i el nombre mitjà de persones que vivien en cada família era de 3,04.
Per edats la població es repartia de la següent manera: un 25,6% tenia menys de 18 anys, un 7,4% entre 18 i 24, un 29,8% entre 25 i 44, un 25,9% de 45 a 60 i un 11,3% 65 anys o més.
L'edat mediana era de 38 anys. Per cada 100 dones de 18 o més anys hi havia 99,1 homes.
La renda mediana per habitatge era de 42.500 $ i la renda mediana per família de 51.118$. Els homes tenien una renda mediana de 38.333 $ mentre que les dones 24.420$. La renda per capita de la població era de 19.797$. Entorn del 6,4% de les famílies i el 8,2% de la població estaven per davall del llindar de pobresa.